# Marlene Dumas
Marlene Dumas (* 3. August 1953 in Kapstadt) ist eine südafrikanische Künstlerin. Sie lebt und arbeitet seit 1977 in Amsterdam. In der Vergangenheit hat Dumas Gemälde, Collagen, Zeichnungen, Drucke und Installationen angefertigt. Heute arbeitet sie vorwiegend mit den Techniken Öl auf Leinwand und Tusche oder Aquarell auf Papier. Fast alle von Marlene Dumas’ Werken basieren auf einer fotografischen Vorlage, die sie selbst aufgenommen oder den Medien entnommen hat.

## Werdegang
Dumas studierte visuelle Kunst an der Universität Kapstadt und schloss 1976 mit einem Bachelor of Arts ab. Anschließend emigrierte sie in die Niederlande. Während ihres Kunststudiums in Kapstadt beschäftigte Dumas sich mit Zeichnungen, Collagen, der Malerei und gelegentlich mit Skulpturen. Ihr Hauptmotiv, die menschliche Gestalt, prägte sich schon während dieser experimentellen Zeit deutlich aus.
In einer kunsthistorischen Periode der Abstraktion vertiefte sich Dumas in das Figurative und deutete somit auch das Leitmotiv ihrer zukünftigen Arbeiten, die figurative Darstellung des Menschen, an. Obwohl Apartheid nie zum Hauptthema ihrer Arbeit wurde, setzte sich die Künstlerin sehr früh und sehr deutlich mit dem Konflikt zwischen Schwarz und Weiß, und somit auch mit der politischen Lage auseinander. Auch die Medienkultur und die Bilderkultur der westlichen Welt wird in ihrer Arbeit angesprochen. Erinnerungen, Assoziationen und Erwartungen, die bei dem Betrachter entstehen, formen einen großen Teil der Arbeit Dumas’.
In den Niederlanden vertiefte Dumas ihr Kunststudium im Ateliers ’63 in Haarlem, unter anderen unter der Aufsicht des Bildhauers Carel Visser und der konzeptuellen Künstler Jan Dibbets und Ger van Elk. Das Studium in Haarlem brachte eine kurze Phase, die von den figurativen Werken Dumas abweicht. Sie setzte sich mit informeller Malerei, Photocollagen und mit abstrakten linearen Arbeiten auseinander. Von 1979 bis 1980 studierte Dumas Psychologie an der Universität Amsterdam. Obwohl sie das Studium der Psychologie kurz vor Abschluss abbrach, beeinflusste auch hier das erworbene Wissen die Arbeit der Künstlerin. Ab 1983 findet das Figurative zurück in ihr Repertoire.
Mit dem Gemälde Miss January (1997), das 2025 beim Auktionshaus Christie’s für 13,6 Millionen US-Dollar versteigert wurde, erzielte Dumas den bislang höchsten Preis für ein Werk einer noch lebenden weiblichen Künstlerin. Das Gemälde zeigt eine blonde, halbnackte Frauenfigur und gilt als eines ihrer zentralen Werke. Es wurde vom prominenten Sammlerpaar Mera und Don Rubell zur Auktion gegeben und von Christie’s als Opus magnum bezeichnet.

## Auszeichnungen (Auswahl)
- 2017: Hans Theo Richter-Preis (Dresden)
- 2011: Rolf-Schock-Preis im Bereich Bildende Kunst
- 2007: Kunstpreis der Landeshauptstadt Düsseldorf
- 1998: Coutts Contemporary Art Foundation Award, geteilt mit Stan Douglas und Edward Ruscha
- 2017: Assoziiertes Mitglied der Académie royale des Sciences, des Lettres et des Beaux-Arts de Belgique[3]

## Ausstellungen (Auswahl)
Seit Ende der 1970er-Jahre werden Marlene Dumas’ Werke in Ausstellungen gezeigt. Sie war Teilnehmerin der Documenta 7 (1982) und der DOCUMENTA IX im Jahr 1992 in Kassel. Sie nahm an der Biennale von Venedig (1995) teil und an den Biennalen in Johannesburg (1995), São Paulo und Sydney (2000). Ihre Werke befinden sich in Museen, öffentlichen und privaten Sammlungen.
- 2021 Marlene Dumas. open-end, Palazzo Grassi (Venedig)
- 2017 Marlene Dumas: Oscar Wilde and Bosie, National Portrait Gallery, London
- 2016 Stellung nehmen, Gruppenausstellung, Kestnergesellschaft, Hannover[5]
- 2014/2015 Marlene Dumas. The Image As Burden, Stedelijk Museum, Amsterdam, Tate Modern, London, Fondation Beyeler, Basel
- 2012 Marlene Dumas: Love hasn’t got anything to do with it, Zachęta National Gallery of Art, Warschau
- 2011 Marlene Dumas: Coming and Going, Moderna Museet, Stockholm
- 2010/2011 Tronies. Marlene Dumas und die alten Meister, Haus der Kunst, München
- 2008 Measuring your Own Grave, Museum of Contemporary Art, Los Angeles,[6] The Museum of Modern Art, New York[7], The Menil Collection, Houston, Texas
- 2008 Intimate Relations, Standard Bank Gallery, Johannesburg, Südafrika
- 2007 Broken White. Museum of Contemporary Art, Tokyo, Marugame Genichiro-Inokuma Museum of Contemporary Art (MIMOCA), Marugame, Japan
- 2005 Female, Kunsthalle Helsinki, Helsinki, Finnland, Nordic Waterclourmuseum Skärhamn, Skärhamn, Schweden, Kunsthalle Baden-Baden, Baden-Baden
- 2003 Time and Again, Art Institute of Chicago, Chicago, USA
- 2002/2003 Wet Dreams, Aquarelle, Städtische Galerie, Ravensburg
- 1996 Marlene Dumas, Tate Gallery, London
- 1995 Marlene Dumas, Maria Roosen, Marijke van Warmerdam, 46. Biennale in Venedig, Niederländischer Pavillon
- 1985 The Eyes of the Night Creatures, Galerie Paul Andriesse, Amsterdam, Niederlande

## Öffentliche und private Sammlungen (Auswahl)
- Albertina, Wien
- Arken Museum for Moderne Kunst, Kopenhagen
- The Broad, Los Angeles
- Centre Pompidou - Musée National d’Art Moderne, Paris
- Gemeentemuseum Den Haag, Den Haag
- Fondation Beyeler, Basel
- Kunsthalle zu Kiel, Kiel
- The Menil Collection, Houston, Texas
- Museum of Contemporary Art, Tokyo
- Museum für Moderne Kunst Frankfurt am Main (MMK)
- Museum of Modern Art, New York
- Stedelijk Museum, Amsterdam
- Sammlung Garnatz in der Städtischen Galerie Karlsruhe
- Tate Modern, London

## Quelle
- Tinani van Niekerk: Marlene Dumas. Analyse der Leitmotive und Thematische Hauptthemen anhand Ausgewählte Arbeiten. Grin Verlag, München 2007, ISBN 978-3-638-66316-8 (Auszug aus einer Seminararbeit 2005).